# Sakaina
Sakaina is een geslacht van kreeftachtigen uit de klasse van de Malacostraca (hogere kreeftachtigen).

## Soorten
- Sakaina asiatica (Sakai, 1933)
- Sakaina incisa Sakai, 1969
- Sakaina japonica Serène, 1964
- Sakaina koreensis Kim & Sakai, 1972
- Sakaina yokoyai (Glassell, 1933)